# 莉音
莉音（りおん、RION、1997年〈平成9年〉7月27日 - ）は、日本の女性タレント、モデル、グラビアアイドル、女優。埼玉県出身。
Twitter発の美少女「りーめろ先輩」の愛称で知られる。

## 略歴

### 背景
学生時代より読者モデルとして活動を始める。高校時代のTwitterフォロワー数が8万人以上におよび、「りーめろ先輩」の愛称で素人の頃から注目を集める。そしてプロのモデルや芸能人を志望するようになり、2015年夏、エイベックス主催のグラビアオーディションに応募してグランプリを獲得。同事務所に所属して同年デビューし、翌2016年初頭より芸能活動を本格的に開始した。

### 芸能活動 - 以降
2016年1月、バラエティ番組『ナカイの窓』にてテレビ初出演。以降、メディア出演が増加。4月、1stDVD『りーめろ先輩♡』をリリース。また、この頃までにTwitterフォロワー数が10万人を突破。大学に進学。5月、ガンホー『サモンズボード』アシスタントモデルに就任。7月、大型フェス・a-nation『Girls Summer Festival by GirlsAward』のファッションショーに初モデル出演。8月、水ドラ!!『死幣-DEATH CASH-』にてドラマ初出演。9月、2ndDVD『君にめろめろ』をリリース。
2017年1月、「劇団コラソン」の舞台型イベントに出演。4月、劇団コラソン主催『複雑な関係』で初舞台。8月、カルチャーイベント『Tokyo Street Collection』に参加。自身も参加したエイベックス・グラビアモデルのフォトブックが刊行。
2018年8月、参加したエイベックスのグラビア写真集が刊行。10月、バラエティー番組『水曜日のダウンタウン』の人気企画「モンスターハウス」にレギュラー出演開始。11月、発掘オーディション『ミスiD2019』のファイナルにて「実行委員長特別賞」および「Voicy賞」を受賞。冠ラジオ配信番組『莉音のぽんこつTime』を開始。
2019年1月、3rdDVD『#TRIP』をリリース。
2020年3月現在、エイベックス・マネージメントのHPには掲載されて居らず仕事の依頼もTwitterのDM管理になっていることからエイベックス・マネージメントは退職し現在はフリーの模様である。また2024年5月現在、SNSの更新がストップしているため（ブログは2018年5月、X（旧Twitter）およびInstagramは2023年4月でそれぞれストップ）、消息は不明となっている。

## 人物
趣味・特技は料理、自撮り、Twitter、炭酸一気飲み。好物はグミ、肉類、野菜、ラーメンなど。好きなアニメは『銀魂』など。姉がいる。
将来の目標は女優。憧れの女性有名人は堀北真希、安室奈美恵 など。好きな男性のタイプは誠実な人、面白い人、明石家さんま など。
愛称は高校時代に付けられた「りーめろ先輩」。本名に"めろ"を組み合わせた造語。SNSで当初は"りーめろ"と名乗っていたが、段々と模倣者が増えていった。それならと最初の先駆者という意味で"先輩"を追加し、その場のノリで使用したものが そのまま浸透した。

### モデル・グラビア活動
素人時代は「向山莉帆」名義で、ファッション誌『Ranzuki』などの読者モデルとして活動していた。
2015年秋にエイベックス主催の『グラビアサンシャインオーディション2015』グランプリを獲得した副賞として、雑誌『ヤングガンガン』にて初めて青年誌のグラビアを飾った。以降、他誌のグラビアにも掲載されるようになり、翌2016年からイメージビデオをリリースしている。また、同年夏にはファッションモデルとしてもデビューした。

## 作品

### イメージビデオ
- りーめろ先輩♡ (2016年4月22日、イーネット・フロンティア）
- 君にめろめろ（2016年9月20日、ラインコミュニケーションズ）
- ＃TRIP（2019年1月24日、イーネット・フロンティア）

### 写真集
WEBデジタル版
- 週プレnet Extra No.450 莉音『セ、センパイ・・・。』（2016年6月、集英社）

## 出演

### テレビドラマ
- 水ドラ!!『死幣-DEATH CASH-』第8話（2016年8月31日、TBSテレビ）

### バラエティ
- オタ恋（2016年7月2日 - 16日、BS朝日）
- 水曜日のダウンタウン（2018年10月3日 - 12月26日、TBS系） - 恋愛リアリティ企画「モンスターハウス」住人レギュラー

### 映画
- 愛MY（2017年1月公開、KATSU-do） - エキストラ出演

### 舞台
- 劇団コラソン
  - 第43回公演『あさひの挑戦状』（2017年1月11日、新宿SAMURAI） - 舞台型イベント
  - 第45回公演『あさひの挑戦状2』（2017年4月10日、新宿SAMURAI） - 舞台型イベント
  - 第46回公演『複雑な関係』（2017年4月17日 - 5月22日、新宿SAMURAI・毎週月曜日公演） - Wキャスト
  - 第47回公演『あさひの挑戦状3』（2017年5月29日、新宿SAMURAI） - 舞台型イベント

### 配信テレビ・アプリ
- ガンホー『サモンズボード』公式生放送（2016年5月9日、ニコニコ生放送）
- りーめろチャンネル（2016年12月 - 2017年6月、AMESTAGE）
- りーめろch（2017年6月 - 、Facebookライブ）

### インターネットラジオ
- 莉音のぽんこつTime（2018年12月8日 - 、Voicy）

### CM・広告・イメージモデル
- ガンホー『サモンズボード』アシスタントモデル（2016年5月、ガンホー・オンライン・エンターテイメント）
- DAM『グラカラ』(2017年4月 - 第一興商)
- 魔法のiらんど文庫『性少年とプラトニック少女』カバーモデル（2017年7月25日、KADOKAWA）

PR
- BBQレストラン「カルヴィーノ」（2017年7月、Yahoo!ライフマガジン）[21]
- スポナビライブ「MLB」PR（2017年10月、ソフトバンク）
- 写真集『秋田犬 ゴンとトラ あきたけんじゃないよ あきたいぬだよ』（2018年11月、講談社）[22]

### ミュージック・ビデオ
- 東木瞳「7月1日、晴れ。」（2016年6月、自主制作）
- 畑中ikki「シラナイ」(2016年6月、自主製作)
- BiSH「オーケストラ」（2016年9月、エイベックス・ミュージック・クリエイティヴ）[23]

### イベント
- 1stDVD『りーめろ先輩♡』発売記念イベント（2016年5月1日、秋葉原ソフマップアミューズメント館）
- 第2回わーすたJOL原宿女子限定イベント（2016年5月13日、JOL原宿）[24]
- ガンホーフェスティバル2016（2016年5月29日、幕張メッセ）[25]
- 総合エンターテイメントフェスティバル『東海DERAハイスクール』(2016年6月18日、名古屋市オアシス21)[26]
- 2ndDVD『君にめろめろ』発売記念イベント（2016年9月25日、秋葉原ソフマップアミューズメント館）
- ミスiDセミファイナリストの部屋（2018年8月6日、新宿ロフトプラスワン）
- 『a-books gravure 2018』
  - 発売記念握手会イベント（2018年8月9日、ヴィレッジヴァンガード渋谷）
  - 発売記念サイン会（2018年8月25日・26日、味の素スタジアム）
- 写真集『秋田犬 ゴンとトラ』発売記念イベント（2018年11月24日、アーバンドック ららぽーと豊洲）[27]
- 3rdDVD『#TRIP』発売記念イベント（2019年1月23日、HMV＆BOOKS SHIBUYA / 2月3日、ソフマップ・アミューズメント館）

モデル系イベント
- a-nation『Girls Summer Festival by GirlsAward』（2016年7月29日、国立代々木競技場第二体育館）
- Tokyo Street Collection  vol.4/vol.5（2017年8月6日・19日、渋谷WOMB / 新木場STUDIO COAST）
- RED & WHITE（2017年8月28日、ディファ有明）

## 書籍

### 写真集（掲載）
- 『a-books gravure 2018』（2018年8月3日、エイベックス・マネジメント、メディア・パル）[28]
- 『a-books GRAVURE 2019-anthology-』（2019年3月22日、エイベックス・マネジメント）ISBN 978-4-8021-9240-8[29]

### ムック
- ENTAME genic Side a（2017年8月18日、徳間書店）[30]